# Oklahoma City Thunder 2016-2017
La stagione 2016-2017 degli Oklahoma City Thunder è stata la 9ª stagione della franchigia ad Oklahoma City e la 51ª nella NBA.

## Draft
Originariamente i Thunder non avevano scelte nel Draft 2016 dell'NBA, tuttavia scambiarono con gli Orlando Magic Serge Ibaka in cambio di Victor Oladipo, Ersan İlyasova e i diritti dell'undicesima scelta complessiva nel 2016 NBA Draft (Domantas Sabonis). Nel secondo giro del draft (ottenuto dai Denver Nuggets) fu scelto Daniel Hamilton.

## Roster
| \| Pos. \| Num. \| Naz. \| Nome \| Altezza \| Peso \| Data nascita \| Provenienza \| \| ---- \| ---- \| ---- \| ---------------------- \| ------- \| ------ \| ------------ \| ------------------- \| \| G \| 8 \| \| Abrines, Álex \| 198 cm \| 86 kg \| 01-08-1993 \| Spagna \| \| C \| 12 \| \| Adams, Steven \| 213 cm \| 116 kg \| 20-07-1993 \| Pittsburgh \| \| P \| 6 \| \| Christon, Semaj \| 191 cm \| 86 kg \| 11-01-1992 \| Xavier \| \| P \| 30 \| \| Cole, Norris \| 188 cm \| 79 kg \| 13-10-1988 \| Cleveland State \| \| AG \| 4 \| \| Collison, Nick \| 208 cm \| 116 kg \| 26-10-1980 \| Kansas \| \| AG \| 22 \| \| Gibson, Taj \| 206 cm \| 107 kg \| 24-06-1985 \| Southern California \| \| AP \| 9 \| \| Grant, Jerami \| 206 cm \| 95 kg \| 12-03-1994 \| Syracuse \| \| AP \| 34 \| \| Huestis, Josh \| 201 cm \| 104 kg \| 19-12-1991 \| Stanford \| \| C \| 11 \| \| Kanter, Enes \| 211 cm \| 111 kg \| 20-05-1992 \| Turchia \| \| AG \| 33 \| \| Muscala, Mike \| 211 cm \| 109 kg \| 01-07-1991 \| Bucknell \| \| AP \| 25 \| \| McDermott, Doug \| 203 cm \| 99 kg \| 03-01-1992 \| Creighton \| \| G \| 5 \| \| Oladipo, Victor \| 193 cm \| 95 kg \| 04-05-1992 \| Indiana \| \| G \| 21 \| \| Roberson, André \| 201 cm \| 95 kg \| 04-12-1991 \| Colorado \| \| C \| 3 \| \| Sabonis, Domantas \| 211 cm \| 109 kg \| 03-05-1996 \| Gonzaga \| \| AP \| 15 \| \| Singler, Kyle \| 203 cm \| 103 kg \| 04-05-1988 \| Duke \| \| P \| 0 \| \| Westbrook, Russell (C) \| 191 cm \| 91 kg \| 12-11-1988 \| UCLA \| | Allenatore - Billy Donovan Assistente/i - Vin Bhavnani - Mark Bryant - Maurice Cheeks - Anthony Grant - Adrian Griffin - Royal Ivey - Darko Rajaković Legenda - (C) Capitano - (FA) Free agent - (S) Sospeso - (TW) Contratto Two-way - (GL) Assegnato a squadra G League affiliata - Infortunato Roster · Ultima transazione: 2 aprile 2017 |                          |                        |         |        |              |                     |
| Pos. | Num. | Naz.                     | Nome                   | Altezza | Peso   | Data nascita | Provenienza         |
| G | 8 | Spagna (bandiera)        | Abrines, Álex          | 198 cm  | 86 kg  | 01-08-1993   | Spagna              |
| C | 12 | Nuova Zelanda (bandiera) | Adams, Steven          | 213 cm  | 116 kg | 20-07-1993   | Pittsburgh          |
| P | 6 | Stati Uniti (bandiera)   | Christon, Semaj        | 191 cm  | 86 kg  | 11-01-1992   | Xavier              |
| P | 30 | Stati Uniti (bandiera)   | Cole, Norris           | 188 cm  | 79 kg  | 13-10-1988   | Cleveland State     |
| AG | 4 | Stati Uniti (bandiera)   | Collison, Nick         | 208 cm  | 116 kg | 26-10-1980   | Kansas              |
| AG | 22 | Stati Uniti (bandiera)   | Gibson, Taj            | 206 cm  | 107 kg | 24-06-1985   | Southern California |
| AP | 9 | Stati Uniti (bandiera)   | Grant, Jerami          | 206 cm  | 95 kg  | 12-03-1994   | Syracuse            |
| AP | 34 | Stati Uniti (bandiera)   | Huestis, Josh          | 201 cm  | 104 kg | 19-12-1991   | Stanford            |
| C | 11 | Turchia (bandiera)       | Kanter, Enes           | 211 cm  | 111 kg | 20-05-1992   | Turchia             |
| AG | 33 | Stati Uniti (bandiera)   | Muscala, Mike          | 211 cm  | 109 kg | 01-07-1991   | Bucknell            |
| AP | 25 | Stati Uniti (bandiera)   | McDermott, Doug        | 203 cm  | 99 kg  | 03-01-1992   | Creighton           |
| G | 5 | Stati Uniti (bandiera)   | Oladipo, Victor        | 193 cm  | 95 kg  | 04-05-1992   | Indiana             |
| G | 21 | Stati Uniti (bandiera)   | Roberson, André        | 201 cm  | 95 kg  | 04-12-1991   | Colorado            |
| C | 3 | Lituania (bandiera)      | Sabonis, Domantas      | 211 cm  | 109 kg | 03-05-1996   | Gonzaga             |
| AP | 15 | Stati Uniti (bandiera)   | Singler, Kyle          | 203 cm  | 103 kg | 04-05-1988   | Duke                |
| P | 0 | Stati Uniti (bandiera)   | Westbrook, Russell (C) | 191 cm  | 91 kg  | 12-11-1988   | UCLA                |

## Classifiche

### Northwest Division
| Northwest Division      | Northwest Division | Northwest Division | Northwest Division | Northwest Division | Northwest Division | Northwest Division | Northwest Division | Northwest Division |
| Squadra                 | V                  | S                  | V%                 | PR                 | Casa               | Trasf              | Div                | PG                 |
| ----------------------- | ------------------ | ------------------ | ------------------ | ------------------ | ------------------ | ------------------ | ------------------ | ------------------ |
| y – Utah Jazz           | 51                 | 31                 | .622               | 16,0               | 29–12              | 22–19              | 8–8                | 82                 |
| x – Oklahoma Thunder    | 47                 | 35                 | .573               | 20,0               | 28–13              | 19–22              | 10–6               | 82                 |
| x – Portland T. Blazers | 41                 | 41                 | .500               | 26,0               | 25–16              | 16–25              | 11–5               | 82                 |
| Denver Nuggets          | 40                 | 42                 | .488               | 27,0               | 22–19              | 18–23              | 6–10               | 82                 |
| Minnesota T'wolves      | 31                 | 51                 | .378               | 36,0               | 20–21              | 11–30              | 5–11               | 82                 |

### Western Conference
| Western Conference | Western Conference        | Western Conference | Western Conference | Western Conference | Western Conference | Western Conference |
| #                  | Squadra                   | V                  | S                  | V%                 | PR                 | PG                 |
| ------------------ | ------------------------- | ------------------ | ------------------ | ------------------ | ------------------ | ------------------ |
| 1                  | z – Golden St. Warriors * | 67                 | 15                 | .817               | –                  | 82                 |
| 2                  | y – San Antonio Spurs *   | 61                 | 21                 | .744               | 6,0                | 82                 |
| 3                  | x – Houston Rockets       | 55                 | 27                 | .671               | 12,0               | 82                 |
| 4                  | x – L.A. Clippers         | 51                 | 31                 | .622               | 16,0               | 82                 |
| 5                  | y – Utah Jazz *           | 51                 | 31                 | .622               | 16,0               | 82                 |
| 6                  | x – Oklahoma Thunder      | 47                 | 35                 | .573               | 20,0               | 82                 |
| 7                  | x – Memphis Grizzlies     | 43                 | 39                 | .524               | 24,0               | 82                 |
| 8                  | x – Portland T. Blazers   | 41                 | 41                 | .500               | 26,0               | 82                 |
|                    |                           |                    |                    |                    |                    |                    |
| 9                  | Denver Nuggets            | 40                 | 42                 | .488               | 27,0               | 82                 |
| 10                 | N. Orleans Pelicans       | 34                 | 48                 | .415               | 33,0               | 82                 |
| 11                 | Dallas Mavericks          | 33                 | 49                 | .402               | 34,0               | 82                 |
| 12                 | Sacramento Kings          | 26                 | 56                 | .317               | 41,0               | 82                 |
| 13                 | Minnesota T'wolves        | 31                 | 51                 | .378               | 36,0               | 82                 |
| 14                 | L.A. Lakers               | 26                 | 56                 | .317               | 41,0               | 82                 |
| 15                 | Phoenix Suns              | 24                 | 58                 | .293               | 43,0               | 82                 |